# Santa Clara de Tulpo
Santa Clara De Tulpo es una localidad peruana perteneciente al Distrito de Mollebamba de la Provincia de Santiago de Chuco en el Departamento de La Libertad. Se ubica aproximadamente entre 230 y 180 kilómetros al sureste de la ciudad de Trujillo.
SANTA CLARA DE TULPO es un poblado ubicado en el distrito de Mollebamba a una altitud de 3,120 m s. n. m.
Su clima y paisaje son de naturaleza generosa que se combina con el cielo azul y el color verde olivo de sus bosques y praderas.
Las raíces del pueblo de Tulpo están plasmados con sus antepasados, así es: Tulpo deriva del vocablo prehispánico "Tulpa" o Tulpia que significa piedra para cocinar, el pueblo se ubica entre tres tulpas o grandes cerros.Como son: Ocumal, San Francisco y Altuganda.
Aparece como grupo social entre los años 7,000 a 10,000 años a.c. 
En el año 500 d.c. la cultura Wari se extendió casi por todo el territorio andino del antiguo Perú, posteriormente Tulpo pertenecía al reino Chimú, en siglo XV unidos el Imperio Incaico comandados por el Inca Túpac Yupanqui quien después de conquistar, los huaras, huaylash, Conchucos, conquistan también a nuestros antepasados sometiendo al curaca Huamachuco a los caxamarcas, por lo que contamos con la ciudadela de piedra " MAGMA" ubicada en la cima del cerro Calvario y Altuganda
SITIOS TURÍSTICOS:
MAGMA.- Es una ciudadela donde habitaron nuestros antepasados prehincas, la construcción de sus viviendas era a base de piedra y barro, estratégicamente fue construido en la cima del cerro calvario y altuganda con una población aproximada de 200 personas esta ubicación era utilizada como un mirador, de donde se puede observar el pueblo de Pallasca, el nevado de pelagatos ubicado entre la cordillera blanca y negra su principal ocupación era la ganadería y la agricultura y textilería.
CAYACHI.- Es otra de las grandes zonas arqueológicas que se encuentra ubicado cerca del aeropuerto de tulpo tiene la forma de un castillo de donde se observa a todo el pueblo de Tulpo
COLLANA .- Se encuentra ubicado entre Cochamarca y la parte alta de Huamanbul y Huachenga esto corresponde a una cultura prehinca la misma que fue una fortaleza.
LA PEÑA COLORADA.- Es otra maravilla que cuenta el pueblo de Tulpo se encuentra ubicada en la parte baja del cerro calvario y namobal tiene una altura aproximada de 35 por 45 m, tiene la forma de la cara de una persona y a sus costados dan la apariencia que se encontraran 02 grandes puertas, existe una leyenda comentados por nuestros antepasados que una tarde de invierno con neblina una pastora pastaba su ganado de pronto las puertas se abrieron y desapareció sin dejar rastro alguno.
LAGUNA DE HUAMANBUL .- Ubicada en la zona alta de Miraflores, es una hermosa laguna rodeada de un gran bosque de árboles esta laguna todo el tiempo permanece con bastante agua y el agua cambia de colores a las 12 a. m. y a las 6p. m. Cuentan que en esta laguna se bañaba el Inca cuando se encontraba de paso hacia Cajamarca esta laguna cuenta con una pequeña isla, y también existe una leyenda que esta laguna encantó a una pastora con todo su ganado desapareciendo sin dejar rastro alguno
CAMINOS DEL INCA .- Se encuentran ubicados en la parte alta de la vaquería y los cerros Magma y Cayachi.
LOS ANDENES .- Se encuentran ubicados en la parte alta de Mischiquilca
LAGUNAS DE LIJADERO.- Se encuentran ubicadas en la Vaquería, hoy conocido como Miraflores,
LAGUNAS NEGRAS y CHUCARAS se encuentra ubicadas en la parte alta de San Francisco y Mundo Nuevo y vizcachas.
CUEVAS DE CHIRIVAL- Se encuentran pasando Parazagar 
Y muchos atractivos turísticos más...
En el mes de setiembre se festeja la fiesta en honor al Señor de la misericordia, que fue traída de España al pueblo de tulpo un día 14 de setiembre, es así que se construye la primera iglesia en tulpo en la época de la Señora Florencia de Mora Pizarro, esposa de don Juan Sandoval Guzmán, hija de Diego de Mora que vino con Francisco Pizarro a conquistar el imperio INCA en el año 1532.
Al quemarse la primera iglesia, se construye la segunda iglesia por la señora Larco Hoyle, dueños de la negociación Chiclín y anexos S.A. cuando era hacienda cuyo dueño era el colegio San Nicolás de Huamachuco donado por la señora Florencia de Mora de Pizarro.

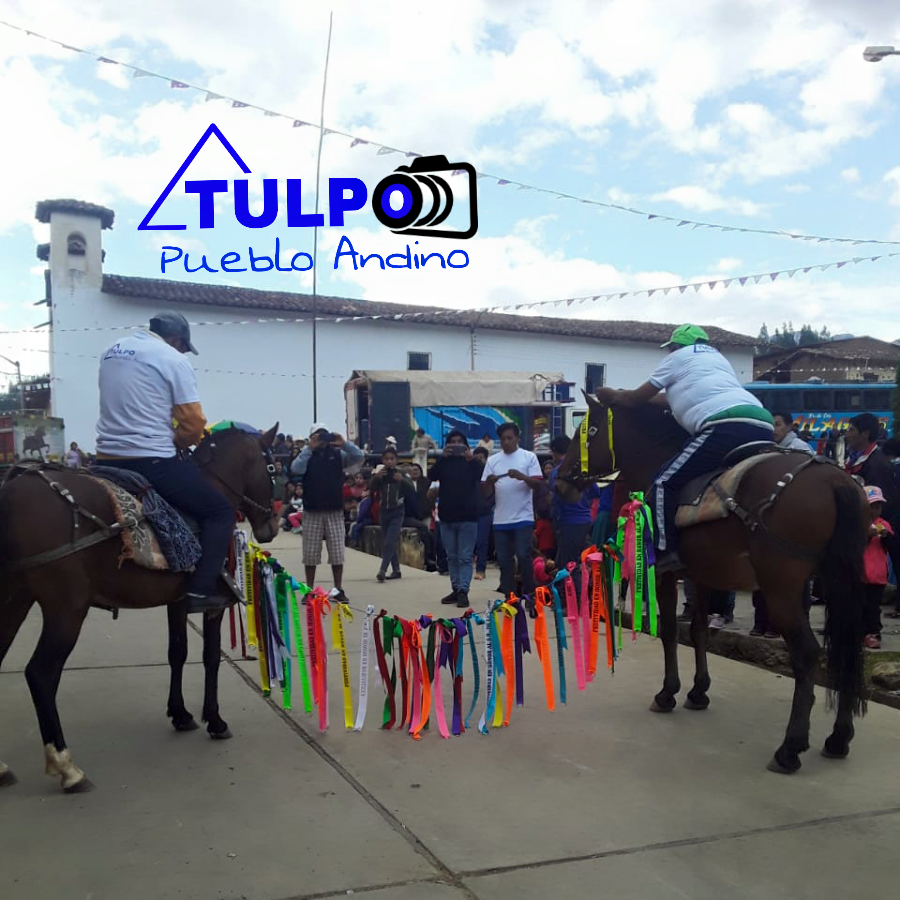
CINTAS DE COLORES